# Семенівка (станція)
Семенівка — тупикова залізнична станція 5-го класу Конотопської дирекції Південно-Західної залізниці на одноколійній неелектрифікованій лінії Терещенська — Семенівка. Розташована в однойменному місті Новгород-Сіверського району Чернігівської області, за 62 км від станції Новгород-Сіверський.

## Історія
Станція відкрита у січні 1901 року у складі новозбудованої дільниці Новозибківської під'їзної колії Новозибків — Семенівка. Ця подія позитивно вплинула на економіку невеликого містечка, а мешканці отримали зручне сполучення з Новгород-Сіверським.
У період між 1917 та 1922 роком під'їзна колія увійшла до складу Західних залізниць, а після Другої світової війни — до складу Московської залізниці.
Після здобуття незалежності України, цю дільницю у 1992 році передано від Брянського відділення Московської залізниці до Конотопського відділення Південно-Західної залізниці.
У серпні 1995 року було відкрито міст через річку Десна та 14-кілометрову дільницю Пирогівка — Новгород-Сіверський, після чого тупикова лінія Новозибків — Новгород-Сіверський була з'єднана з основною мережею залізниць України.
До середини 1990-х років курсував поїзд № 617/618 (пізніше — № 217/218) Москва — Новгород-Сіверський, якому після 1995 року був скорочений маршрут руху до станції Климов.
У 1998—1999 роками дільницю Климов — Семенівка було законсервовано й розібрано, відтоді  станція стала тупиковою.
За весь час існування станція пережила багато змін, остання з яких сталася у 2003 році. Саме тоді станцію реконструювали та побудували сучасний двоповерховий вокзал. Центральний вхід прикрашає масивний арочний навіс. Єдине, що нагадує про вік станції,  — це водонапірна башта, що зберіглася з часів побудови залізниці.
До 2009 року на перегоні Новгород-Сіверський — Семенівка діяло обмеження швидкості руху поїздів до 15 км/год, але після ремонту 13,8 км колії на цій дільниці, допустиму швидкість було підвищено до 60 км/год.
4 квітня 2025 року, вночі, російські окупанти атакували вокзал станції Семенівка. Внаслідок прямого влучання в приміщення вокзалу, після нічної атаки, пошкоджений дах будівлі, вибиті вікна.

## Пасажирське сполучення
Рух приміських поїздів сполученням Терещенська — Семенівка тимчасово припинено.